# Lollapalooza Chile 2016
Lollapalooza Chile 2016 fue la sexta versión del festival musical en dicho país. Se llevó a cabo en el parque O'Higgins de la ciudad de Santiago los días 19 y 20 de marzo de 2016. La venta de entradas se inició el 11 de agosto de 2015 a través de Internet.

## Line up
La lista de artistas participantes se dio a conocer el 6 de octubre de 2015. Días después se dio a conocer los últimos artistas que participarían en el festival, el estadounidense Matthew Koma y los argentinos Todos Tus Muertos.
El 4 de marzo, el rapero estadounidense Snoop Dogg canceló su presentación en el festival producto de razones ajenas a la producción cancelando también sus shows en Lollapalooza Argentina y Brasil. Su reemplazante en Chile y Argentina fue Brandon Flowers, vocalista de la banda de rock alternativo, The Killers.
| Sábado 19 de marzo    | Sábado 19 de marzo  | Sábado 19 de marzo   | Sábado 19 de marzo    | Sábado 19 de marzo | Sábado 19 de marzo       |
| VTR Stage             | Itaú Stage          | Perry's Stage by VTR | Acer Windows 10 Stage | Lotus Stage        | Kidzapalooza             |
| --------------------- | ------------------- | -------------------- | --------------------- | ------------------ | ------------------------ |
| Eminem                | Jack Ü              | Zedd                 | Gepe                  | Föllakzoid         | Cachureos                |
| Tame Impala           | Of Monsters and Men | Todos Tus Muertos    | Halsey                | Kuervos del Sur    | Magia Real               |
| Jungle                | Albert Hammond Jr.  | Duke Dumont          | Walk the Moon         | Magaly Fields      | School of Rock           |
| Eagles of Death Metal | Javiera Mena        | Flosstradamus        | Candlebox             | Telebit            | Despertando Las Neuronas |
| Movimiento Original   | Ases Falsos         | Bitman & Roban       | The Joy Formidable    | Suicide Bitches    |                          |
|                       |                     | Jack Novak           | Jiminelson            | Julius Popper      |                          |
|                       |                     | DJ Who               |                       |                    |                          |

| Domingo 20 de marzo                | Domingo 20 de marzo | Domingo 20 de marzo  | Domingo 20 de marzo     | Domingo 20 de marzo | Domingo 20 de marzo       |
| VTR Stage                          | Itaú Stage          | Perry's Stage by VTR | Acer Windows 10 Stage   | Lotus Stage         | Kidzapalooza              |
| ---------------------------------- | ------------------- | -------------------- | ----------------------- | ------------------- | ------------------------- |
| Florence + The Machine             | Mumford & Sons      | Kaskade              | Die Antwoord            | Aguaturbia          | Mike Tompkins             |
| Noel Gallagher's High Flying Birds | Brandon Flowers     | Zeds Dead            | Ghost                   | Oddó                | Florcita Motuda           |
| Alabama Shakes                     | Bad Religion        | RL Grime             | Marina and the Diamonds | La Guacha           | Haumoana                  |
| Twenty One Pilots                  | Babasónicos         | A-Trak               | Odesza                  | Stone Giant         | Cantando Aprendo a Hablar |
| Vintage Trouble                    | Tinariwen           | Gramatik             | Seeed                   | Planeta No          |                           |
|                                    |                     | Matthew Koma         | Tiano Bless             |                     |                           |
|                                    |                     | Tunacola             |                         |                     |                           |

## Sideshows
| Artista(s)                              | Ubicación                 | Fecha       |
| --------------------------------------- | ------------------------- | ----------- |
| Bitman & Roban                          | Club Subterráneo          | 18 de marzo |
| Todos Tus Muertos y Movimiento Original | Teatro La Cúpula          | 18 de marzo |
| Diplo                                   | Casino Enjoy Santiago     | 19 de marzo |
| Candlebox                               | HardRock Café Providencia | 19 de marzo |